# سرخه‌کمران (خداآفرین)
سرخه‌کمران یکی از روستاهای استان آذربایجان شرقی است که در دهستان منجوان شرقی بخش منجوان شهرستان خداآفرین واقع شده‌است.
برخی از خاندان های قدیمی این روستا شامل زارعی، عزیززاده، روحی میباشد.